# Condado de Ripley (Indiana)
El condado de Ripley (en inglés: Ripley County) es un condado en el estado estadounidense de Indiana. En el censo de 2000 el condado tenía una población de 26 523 habitantes. La sede de condado es Versailles. El condado fue fundado en 1818 y fue nombrado en honor al general Eleazer Wheelock Ripley, quien luchó en la Guerra anglo-estadounidense de 1812.

## Geografía
Según la Oficina del Censo, el condado tiene un área total de 1160 km² (448 sq mi), de la cual 1156 km² (446 sq mi) es tierra y 4 km² (2 sq mi) (0,35%) es agua.

### Condados adyacentes
- Condado de Franklin (norte)
- Condado de Dearborn (este)
- Condado de Ohio (sureste)
- Condado de Switzerland (sureste)
- Condado de Jefferson (sur)
- Condado de Jennings (oeste)
- Condado de Decatur (noroeste)

## Autopistas importantes
- Interestatal 74
- U.S. Route 50
- U.S. Route 421
- Ruta Estatal de Indiana 46
- Ruta Estatal de Indiana 48
- Ruta Estatal de Indiana 62
- Ruta Estatal de Indiana 101
- Ruta Estatal de Indiana 129
- Ruta Estatal de Indiana 350

## Demografía
En el  censo de 2000, hubo 26 523 personas, 9842 hogares y 7273 familias residiendo en el condado. La densidad poblacional era de 59 personas por milla cuadrada (23/km²). En 2000 había 10 482 unidades habitacionales en una densidad de 24 por milla cuadrada (9/km²). La demografía del condado era de 98,30% blancos, 0,05% afroamericanos, 0,35% amerindios, 0,36% asiáticos, 0,54% de otras razas y 0,41% de dos o más razas. 0,93% de la población era de origen hispano o latino de cualquier raza. 
La renta promedio para un hogar del condado era de $41 426 y el ingreso promedio para una familia era de $47 019. En 2000 los hombres tenían un ingreso medio de $34 055 versus $23 610 para las mujeres. La renta per cápita para el condado era de $17 559 y el 7,50% de la población estaba bajo el umbral de pobreza nacional.

## Ciudades y pueblos
| - Ballstown - Batesville - Cross Plains | - Cross Roads - Delaware - Friendship | - Holton - Milan - Morris | - Napoleon - New Marion - Old Milan | - Osgood - Pierceville | - Sunman - Versailles |